# Södermanlands runinskrifter 29
Södermanlands runinskrifter 29 är en nu försvunnen vikingatida runsten som funnits i Nora, Trosa-Vagnhärads socken och Trosa kommun. Stenen är 1,01 meter hög och 95,5 centimeter bred vid foten. Stenen har troligen varit av gråsten.

## Inskriften
Translitterering av runraden:
[þurstin + raisti ... stin × þansa ... uiulf + bruþur]
Normalisering till runsvenska:
Þorstæinn ræisti ... stæin þennsa [æftiʀ] Viulf, broður.
Översättning till nusvenska:
Torsten reste denna sten efter Viulv, (sin) broder.